# الزهراء (تونس)
الزَهْرَاء إحدى مدن الجمهورية التونسية، تقع في ولاية بن عروس. وهي مدينة ساحلية تطل على البحر الأبيض المتوسط تقع في الضاحية الجنوبية للعاصمة (11 كلم). أسست عام 1909 زمن الاستعمار الفرنسي على سفح جبل بوقرنين (500 متر ارتفاع).
أطلقت عليها سلطات الاستعمار اسم «سان جارمان» وبعد الاستقلال غير اسمها ب«الزهراء» تكريما للمناضل الوطني «الأزهر الشرايطي». تعد الآن أكثر من 30 ألف ساكن.

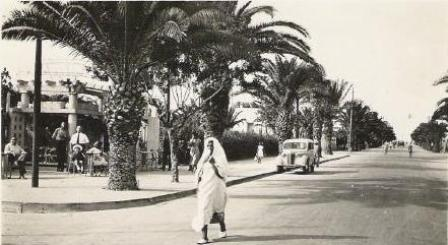
صورة قديمة لنهج بالزهراء

- تتكون مدينة الزهراء من أربع عمادات (أحياء) وهي الزهراء المدينة وحي الحبيب و 18 جانفي وبرج لوزير.
- أهم المؤسسات التربوية: معهد ابن رشيق، مدرسة الجمهورية، إعدادية 2 مارس، إعدادية المنجي سليم والمدرسة الخاصة الاجيال، مدرسة برج لوزيرالزهراءتونس
- أهم المؤسسات التجارية: مونوبري، كادي، المغازة العامة، كارفور ماركت...
- أهم المؤسسات السياحية: نزل الزهراء (4 نجوم).
- السوق الأسبوعية: يوم الخميس.
- فريق الزهراء الرياضية من أشهر الفرق التونسية في رياضة كرة السلة.
- مسرح الزهراء يستقطب الآلاف من المتفرجين في موسم الصيف نظرا للعروض الجيدة التي يقدمها.

ولزهراء نادي لكرة اليد ونادي لكرة القدم وهما من الاندية العريقة والزهراء هي مدينة جميلة لبحرها وشاطئها وهي قريبة من جبل بوقرنين وبجوها اللطيف
- يوجد أيضا بزهراء نهر يسمى وادي المعيزات
- المسبح الألمبي بزهراء تم إنشاء سنة 2019 وفتح أبوابه في بداية 2020 طاقة إستعاب الجمهور

40 شخص وهو أحد مراكز تدريب الفريق القومي التونسية لسياحة

## أعلام
- محمد الجلولي
- الطاهر شريعة
- أنيس العياري